# Nordtroll-120MTr
Nordtroll-120МTr (НордТрол-120МTr) — российско-польский высокопольный троллейбус, разработанный и производившийся АООТ «Северный троллейбус» на АО «Механический завод» (город Архангельск) на базе кузовов польского автобуса Jelcz 120M. Эти троллейбусы появились в ряде городов России в 1994—1997 годах и являются по своему происхождению (кузову) польскими, а по начинке (силовому и тяговому электрооборудованию) — российскими.

## История развития
Впервые идея использовать для нового троллейбуса долговечные оцинкованные кузова польского автобуса завода «Jelcz», расположенного близ города Вроцлава, возникла летом 1993 года. В польских газетах в сентябре 1993 года появилась заметка «На Елче в Россию», в которой сообщалось, что представитель Союза северных городов, мэр Архангельска В. Власов подписал с директором автозавода договор о поставке в Архангельск кузовов нескольких новейших автобусов Jelcz 120M, на базе которых намечалось собирать троллейбусы с российским оборудованием. Оплата кузовов предполагалась частично в валюте, частично — лесом, бумагой и природным газом. В середине мая 1994 года в Архангельск из Польши прибыл первый пробный троллейбус «Jelcz ТЕА 120М», в кузове которого было установлено российское электрооборудование. Всё лето он испытывался на трассах Архангельска без пассажиров, а затем был отправлен на выставку «Польша-94» в Санкт-Петербурге.
В июле 1994 года было решено взять за основу этот опытный образец этого троллейбуса и начать производство новых троллейбусов на ОАО «Механический завод» в Архангельске. Предполагалось, что Механический завод выпустит в октябре-декабре 1994 года 20 таких машин, в 1995 году — 100, в 1996 году — 300, с доведением к 1998 году мощности завода до 1000 троллейбусов в год.
Проектом «Нордтролл» заинтересовались многие города (Ростов-на-Дону, Нижний Новгород, Брянск, Вологда, Череповец; некоторые города Прибалтики, Боливии, Греции).
Первые два кузова для будущих троллейбусов были привезены из Польши трейлерами в декабре 1994 года. Так как сборка нового троллейбуса сильно затянулась, первоначальные планы производства были скорректированы: в 1995 году намечалось собрать не 100, а уже 50 машин (в том числе 20 для Архангельска). Однако местные скептики утверждали, что Архангельск в этом году получит в лучшем случае 4-5. Так оно и случилось: В 1995 году Архангельск получил 4 таких машины (в том числе одну польскую (№ 102) и три вновь собранные в 1995 году). «Старый» троллейбус из Польши (№ 102) прошёл обкатку на улицах Архангельска в апреле 1995 г. и в мае стал перевозить пассажиров (на 67 % он состоял из польских комплектующих).
Первый собранный в Архангельске троллейбус «Nordtrol-120МTr» был выставлен на презентации АООТ «Северный троллейбус» в Архангельске 30 января 1996 года. Контракты на поставку этих машин с АООТ «Северный троллейбус» к этому времени заключили Ижевск (на 10 штук), Архангельск (10 штук), Киров. В феврале 1996 года в Киров прибыл первый, а несколько позже и второй троллейбус «Nordtrol-120МTr». В 1996 году с Механического завода были отгружены ещё 4 троллейбуса для Архангельска, 2 — в Ижевск (1 поступил туда в начале 1996 года), 1 — в Пермь, 1 — в Казань. 2 последних троллейбуса были направлены в Новочебоксарск (один из них по дороге, в июне 1996 г. был выставлен в Нижнем Новгороде во время празднования столетнего юбилея тамошнего трамвая и завоевал приз на Нижегородской ярмарке 1996 года). Стоимость троллейбуса составляла 108 тыс. долларов. Троллейбусы имели ярко жёлтую окраску кузова.
В ноябре 1996 года из-за финансовых проблем сборка троллейбусов в Архангельске была прекращена. В апреле 1997 года завод был полностью остановлен и признан банкротом. Последние свои троллейбусы он реализовал по схеме бартера и взаимозачетов. На право сборки этих моделей стали претендовать Владимир и Ижевск. Сборку таких же машин было решено осуществить в троллейбусном депо № 2 во Владимире (первый свой троллейбус владимирцы собрали в феврале-апреле 1997 года и испытали 22 апреля 1997 года, а 12 мая 1997 года он уже был введён постоянную пассажирскую эксплуатацию). В Ижевске в сентябре 1997 года было проведено совещание работников городского электротранспорта, в том числе по вопросу сборки машин «Nordtrol-120МTr» на военном заводе АО «Редуктор». Предполагалось, что на этом заводе на базе польского кузова будет осуществляться сборка электрооборудования заводов «Динамо» и «Кросна», ТИСУ завода «Радиоприбор» из Санкт-Петербурга (стоимость машины оценивалась в 55 тыс. долларов). Первоначально предполагалось, что в 1997 году этот завод соберет 5 машин, в 1998 году — 12, в 1999 году − 60. Однако на совещании было принято решение передать производство новых машин во Владимир, где к этому времени уже были собраны 3 машины и появился определенный опыт в этой области. Всего в 1997 году во Владимире было собрано 4, а в 1998 году ещё 5 новых троллейбусов. Позже было решено сконцентрировать все машины этого типа во Владимире, который должен был в течение 1999 года осуществить взаимообмен «Nordtrol-120МTr» из других городов (в первую очередь из Архангельска) на капитально отремонтированные владимирские машины ЗиУ-9. Однако, все города, имеющие «Nordtrol-120МTr», не хотят отдавать их во Владимир ни под каким предлогом.

## Технические характеристики
Кузов:
Каркас, сваренный из стальных прямоугольных замкнутых профилей, сечением 40×40 и 60×60 мм, связанный с несущей рамой неотделимо, при помощи выравнивающих элементов. Внешняя обшивка каркаса, элементы передней и задней стены из PWS. Полосы бортов из двухстороннеоцинкованной стали, приклеенные к каркасу. Крыша из стеклопластика, клееная, пластиковые колёсные ниши. Троллейбус защищен от коррозии. Обшивка боковых стен выполнена из двухсторонне оцинкованной стали. Остальные элементы обшивки изготовлены из алюминия и стеклопластика. Обе пневматические подвески снабжены стабилизаторами устойчивости. Задняя подвеска зависимая, с дополнительными пружинами.
Электрооборудование — московского завода «Динамо». Мощность ТЭД — 115 кВт. Система управления тяговым двигателем — реостатно-контакторная.
Двери:
три, двустворчатые, управляемые электропневматическим приводом.
Оборудование пассажирского салона:
- вертикальные стойки и горизонтальные поручни,
- оградители дверных проёмов,
- порошковые огнетушители,
- аптечка,
- мусорные ящики.

Троллейбус имеет удобный салон, а также мощную систему отопления, что особенно важно в условиях Архангельска и Севера.
Оборудование водительского места:
- сиденье водителя ISRI 6500/517 с пневматической подвеской,
- рулевое управление с гидроусилителем,
- таблицы контрольно-управляющих элементов,
- комбинированный переключатель на рулевой колонке,
- противосолнечные шторки,
- внутренние зеркала,
- подогреватель BEHER.

Тормозная система:
Помимо рабочей двухконтурной тормозной системы имеется аварийная, совмещенная со стояночной тормозной системой. Для обеспечения плавного торможения и остановки используется электрическое торможение. Кабина имеет отдельную дверь для выхода наружу. Зеркала заднего вида с электроподогревом.
Дополнительное оборудование:
- громкоговорящее устройство,
- конвекторный подогреватель.

## Статистика
Всего за 1995—1998 гг. в Архангельске и Владимире было собрано 22 троллейбуса на базе польского автобуса «Jelcz 120M», и ещё один троллейбус был собран в Польше из российских комплектующих (№ 102 в Архангельске). Итого в России на 1999 г. имелось 23 таких троллейбуса.

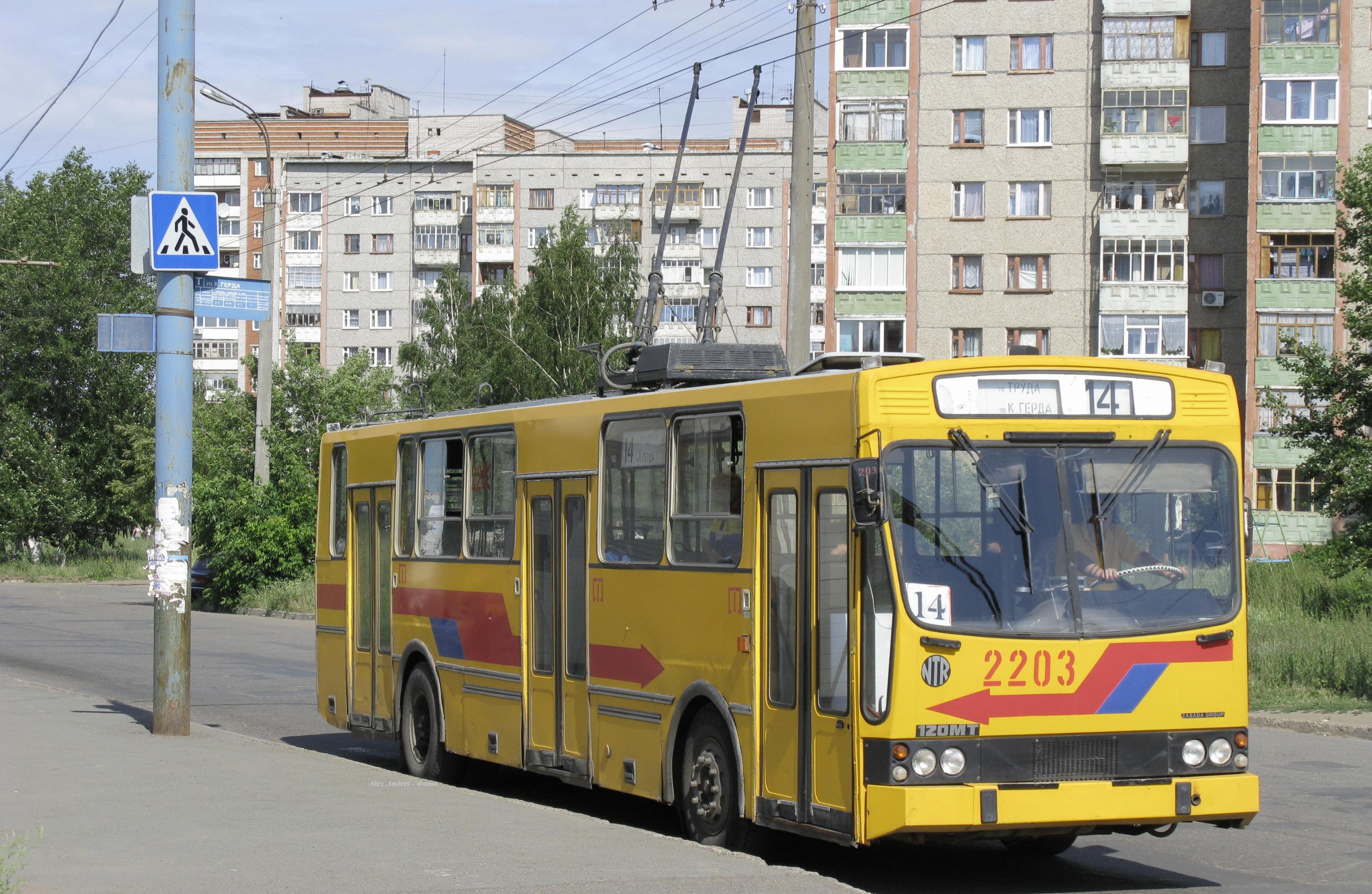
Бывший Кировский NTR-120МТ № 575 в Ижевске

Nordtrol-120МTr Музейные
| город          | бортовые номера | годы выпуска |
| -------------- | --------------- | ------------ |
| Новочебоксарск | 1091            | 1996         |

Переданные
| прежний город | бортовой номер | год выпуска | нынешний город | нынешний номер |
| ------------- | -------------- | ----------- | -------------- | -------------- |
| Киров         | 575            | 1996        | Ижевск         | 2203           |

Списанные
| город       | бортовой номер        | год выпуска      | год списания               |
| ----------- | --------------------- | ---------------- | -------------------------- |
| Архангельск | 102, 103—105, 106—107 | 1994, 1995, 1996 | 2008                       |
| Ижевск      | 2201-2203             | 1996             | 2009 и 2014 соответственно |
| Казань      | 1127                  | 1996             | 2009                       |
| Киров       | 574                   | 1996             | 2007                       |
| Пермь       | 055                   | 1995             | 2010                       |